# Emil Ágoston
Emil Ágoston, původně Adler, (7. prosince 1876, Zlaté Moravce – 15. června 1921, Berlín) byl maďarský architekt.

## Životopis
Absolvoval na budapešťské technické univerzitě v roce 1899 a dokončil studium v Itálii. Strávil nějaký čas v Berlíně a Paříži. Jeho nejvíce produktivní období, jako vyhledávaného architekta bytových domů v Budapešti, bylo v letech 1906 až 1911. Jeho styl byl ovlivněn romantickým stylem, zejména jeho severní německou variantou. Po roce 1919 pracoval s bratrem Gézou. Společně postavili římské lázně v Budapešti a podobný projekt v Holandsku.

## Dílo
- Maďarské lázně (VII. Dohány u. 44.) nyní Hotel Zara, 1906-07[1]
- dům Unger (V. Irányi u. 10.), 1906–07
- dům Csasznek (I. Attila út 47.), 1906–07
- dům Krayer (XIII. Csanády u. 2.), 1909–10
- vila Gyenes (II. Nyúl u. 6.), 1909–10
- Magyar Bank (V. Kristóf tér), 1913
- Banka (V. Bajcsy-Zsilinszky u. 36), 1913
- Astoria Hotel (Múzeum körút), 1913[2]

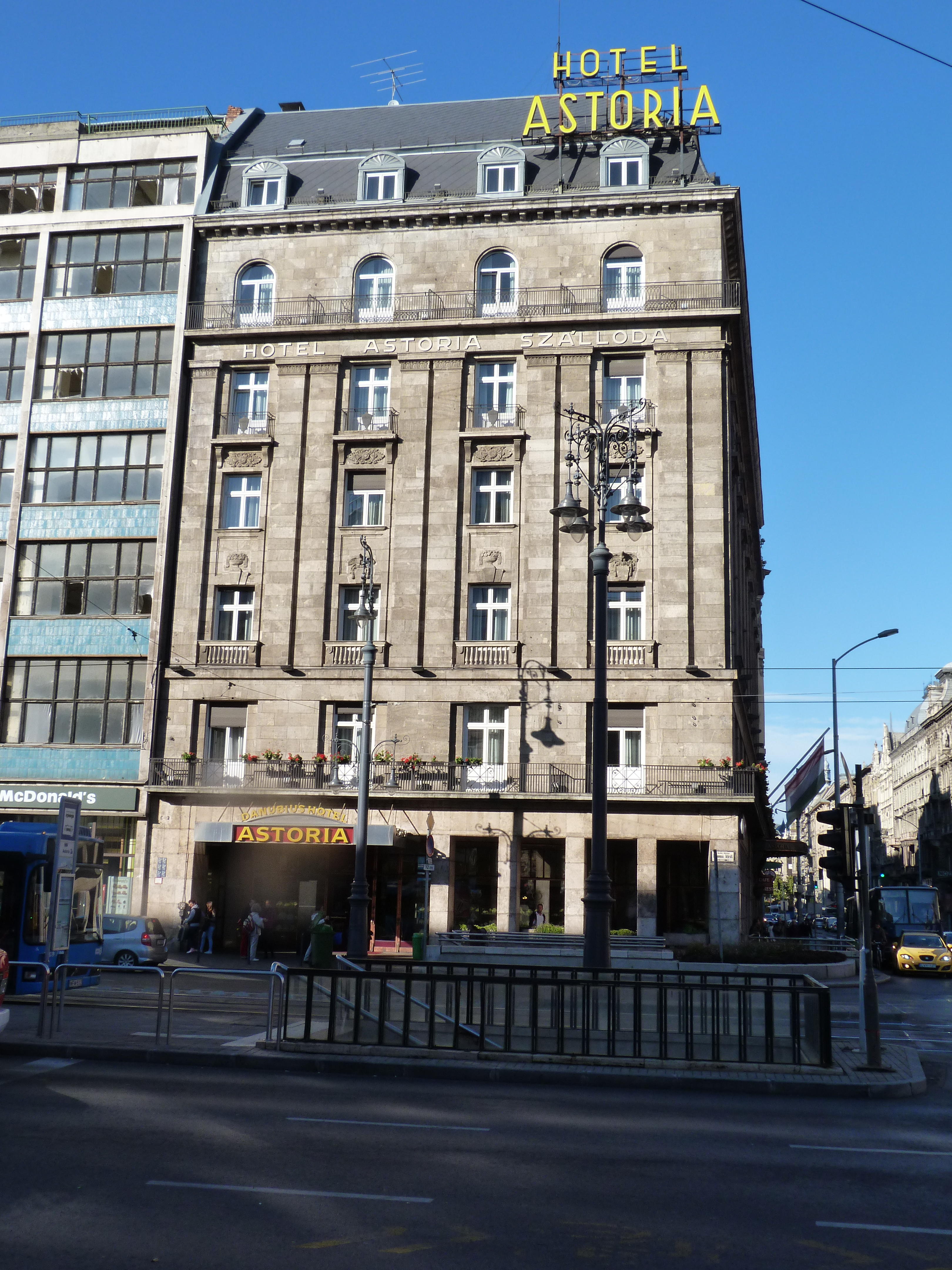
Astoria Hotel
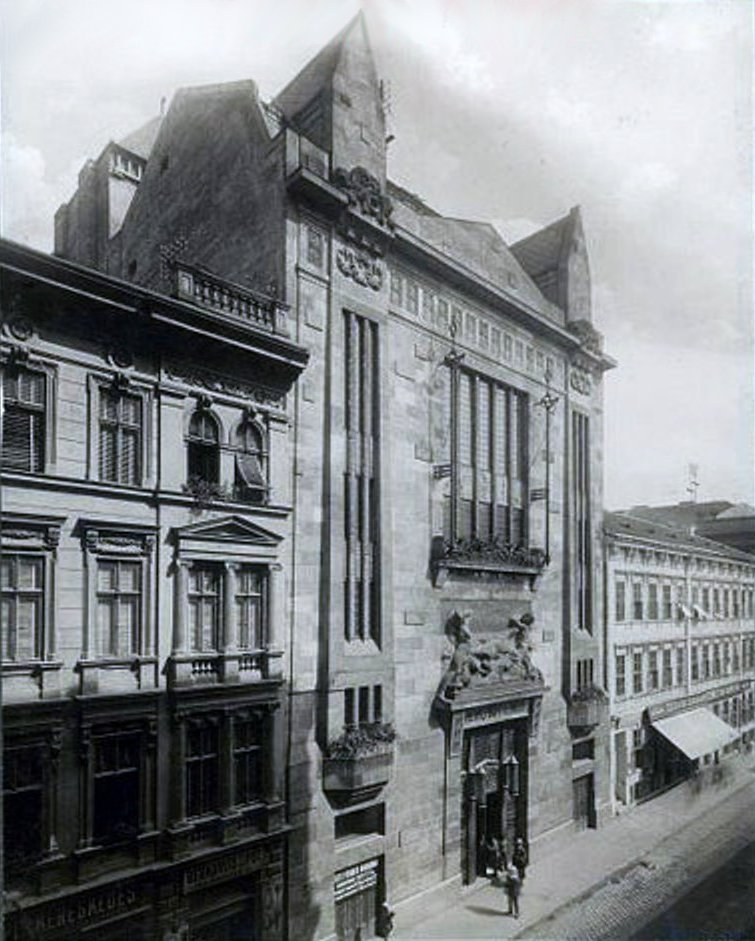
Maďarské lázně
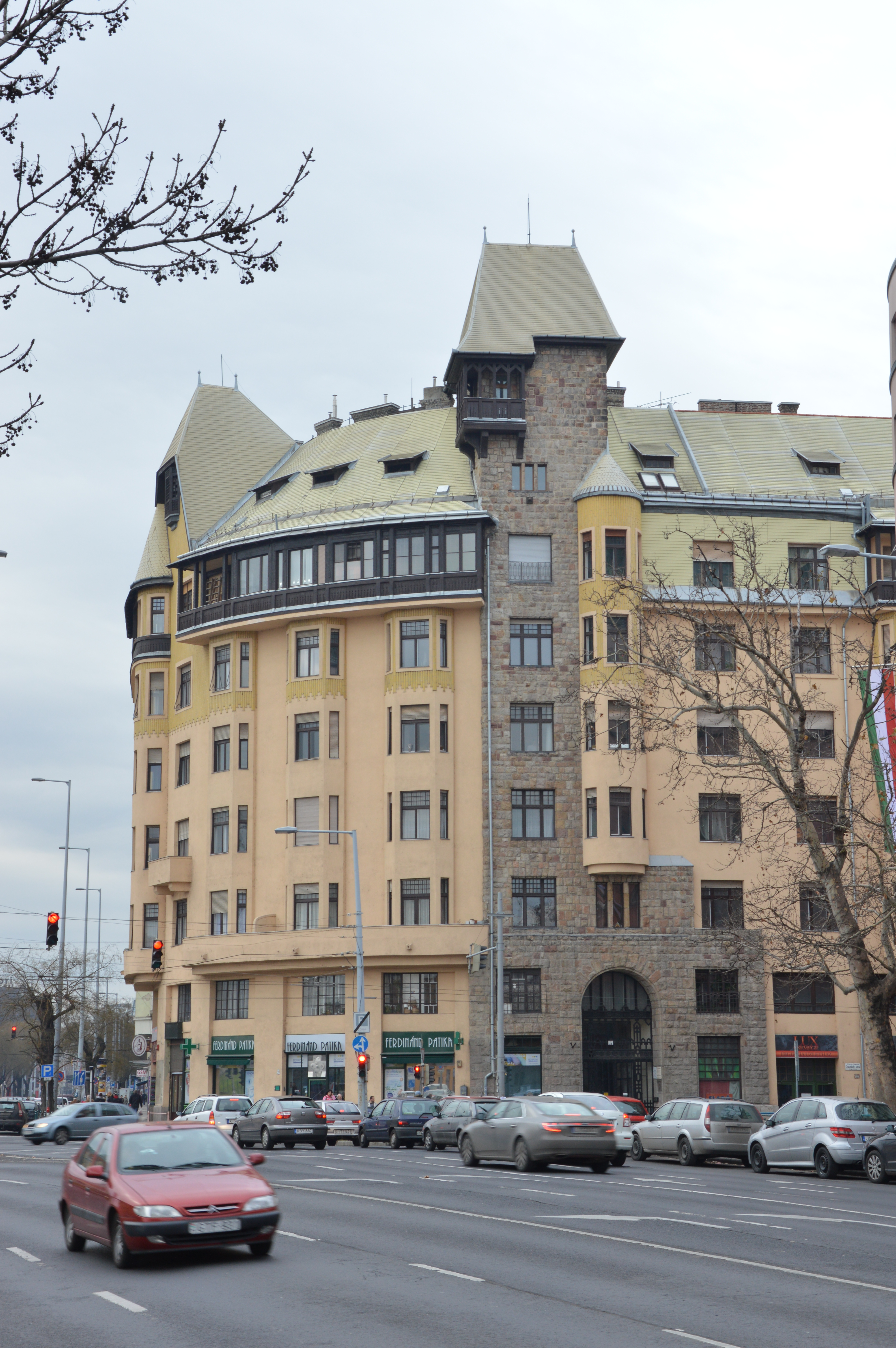
dům Krayer